# Старая Салынь
Ста́рая Салы́нь — деревня в Дубровском районе Брянской области, в составе Пеклинского сельского поселения. Расположена в 6 км к северо-востоку от деревни Пеклино, на южном берегу большого пруда (около 80 га) на речке Ивот (приток Десны). Население — 11 человек (2010).
Упоминается с XVII века в составе Подгородного стана Брянского уезда. В XVIII веке — владение Толызиных, Засекиных; позднее переходит к Тютчевым, Жабиным, Олсуфьевым и др. Входила в приход села Голубеи; в 1900 году была открыта церковно-приходская школа.
С 1861 по 1924 — в составе Салынской волости Брянского (с 1921 — Бежицкого) уезда; позднее в Дубровской волости, Дубровском районе (с 1929). С 1920-х гг. до 1971 в Салынском сельсовете.
Рядом с деревней расположен пансионат «Салынь».